# Drombus palackyi
 Drombus palackyi es una especie de peces de la familia de los Gobiidae en el orden de los Perciformes.

## Hábitat
Es un pez de Mar, de clima tropical y demersal.

## Distribución geográfica
Se encuentra en las Filipinas. 